# 岸礁

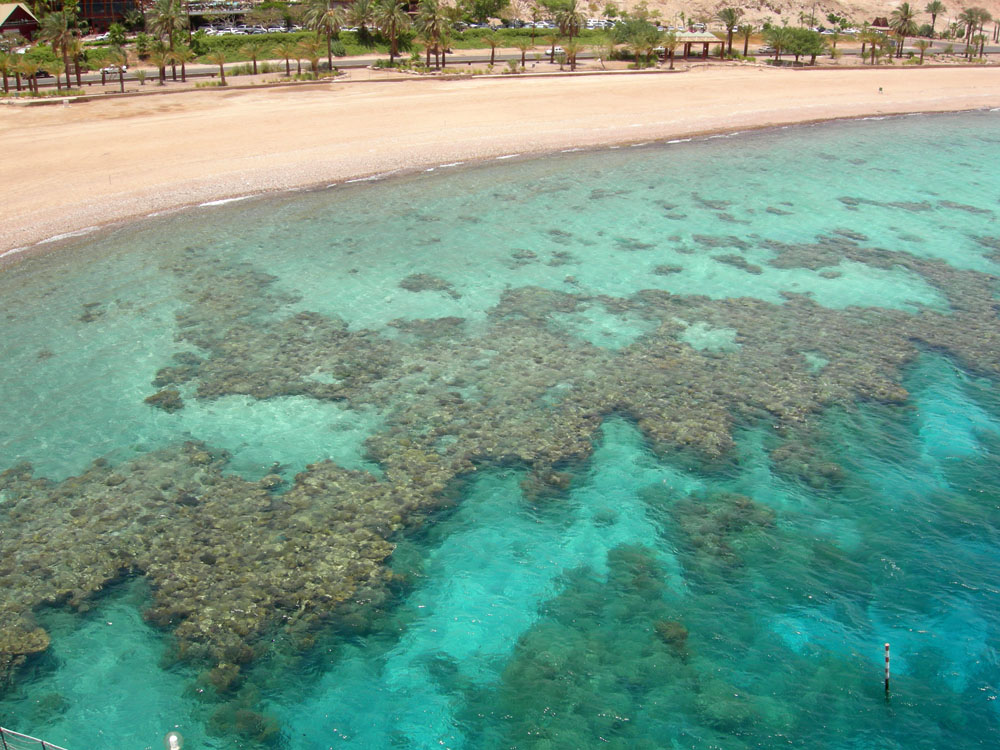
以色列埃拉特海岸附近的岸礁。

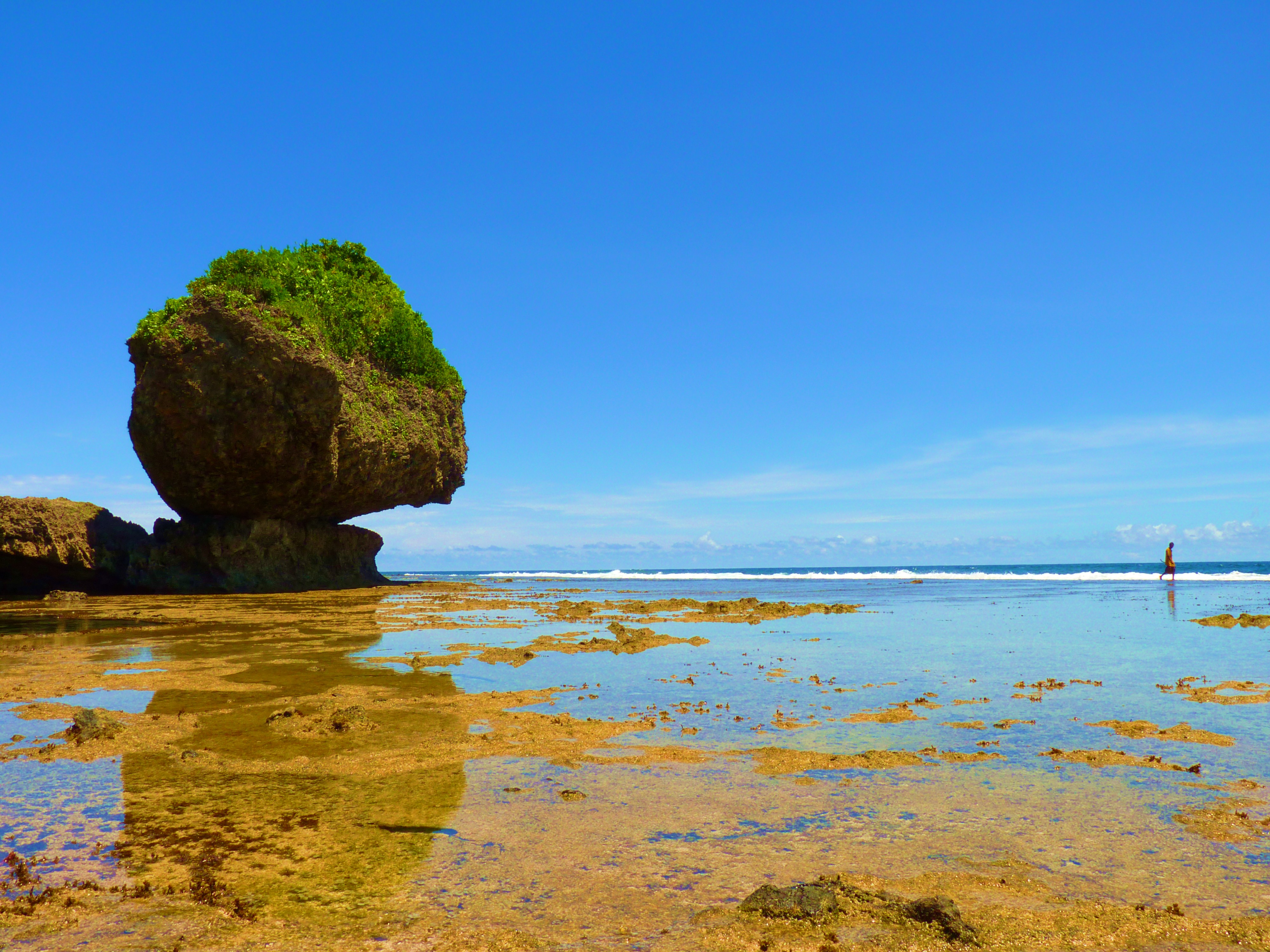
菲律賓锡亚高岛岩石池低潮時裸露的礁石平台。

岸礁是珊瑚礁的三大主要類型之一。與其他主要類型（堡礁和環礁）的區別在於，岸礁可能擁有完全淺的後礁區（潟湖）或是根本沒有。如果岸礁直接自海岸線生長，礁灘將會延伸至海灘而無背礁。在其他情況下（例如巴哈馬的大部分地區），岸礁可能會延伸到距離海岸數百碼的地方，並包含大片的後礁區域，也是在菲律賓、印尼、東帝汶、澳洲西岸、加勒比海、東非和紅海都最常見的珊瑚礁類型。
查尔斯·达尔文曾認為，岸礁是在珊瑚礁長期發展過程中首先繞著陸地形成的。世界上最大的邊緣珊瑚礁是寧格魯海岸，沿著西澳洲海岸線延伸約260公里（160英里）。

## 堡礁
岸礁和堡礁之間幾乎沒有太大區別。要區分這兩種珊瑚礁類型，需要評估後礁後面潟湖的深度。堡礁在潟湖內有較深的區域，而岸礁則缺乏這樣的深度。此外，它們在靠近海岸的位置也存在顯著的對比：與岸礁相比，堡礁通常距離海岸線更遠。

## 結構

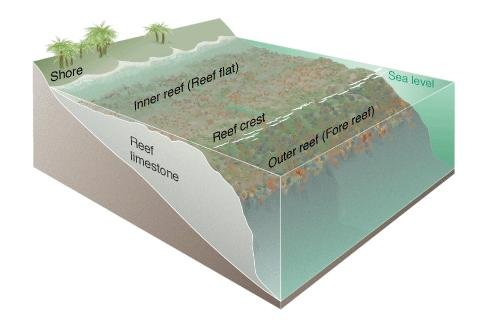
邊緣珊瑚礁示意圖。

構成岸礁的主要部分包括礁灘和礁坡。

### 礁灘（後礁）
礁灘是礁石向岸延伸的平坦區域，也是最寬廣的地方。它位於相對淺的水域，並在退潮時露出水面。這片珊瑚礁區域輕微傾斜朝向公海。由於礁灘靠近陸地，容易受到徑流和沈積物的影響，通常很少有活躍的珊瑚。這裡常見海草、海藻和軟珊瑚。

### 礁坡（前礁）
礁坡位於岸礁的外緣，與公海相接。通常呈陡峭的傾斜，此區的珊瑚礁可到相對較淺的沙質基底，或是深入無法支持珊瑚生長的深度。在這個斜坡上，徑流和沈積物減少，有助於提高珊瑚的豐富度和物種多樣性。較大的波濤作用可將污染物擴散，同時將養分輸送到這一區域。前礁上常見的特徵包括形成馬刺和凹槽結構，有助於凹槽內沉積物的下坡運輸。
礁坡上部被稱為礁頂。該區域享有最佳的陽光照射和波浪作用平衡，促進了珊瑚最快的生長。相反，斜坡底部接收的陽光最少，因此在整個斜坡上生長最緩慢。

## 岸礁的發展

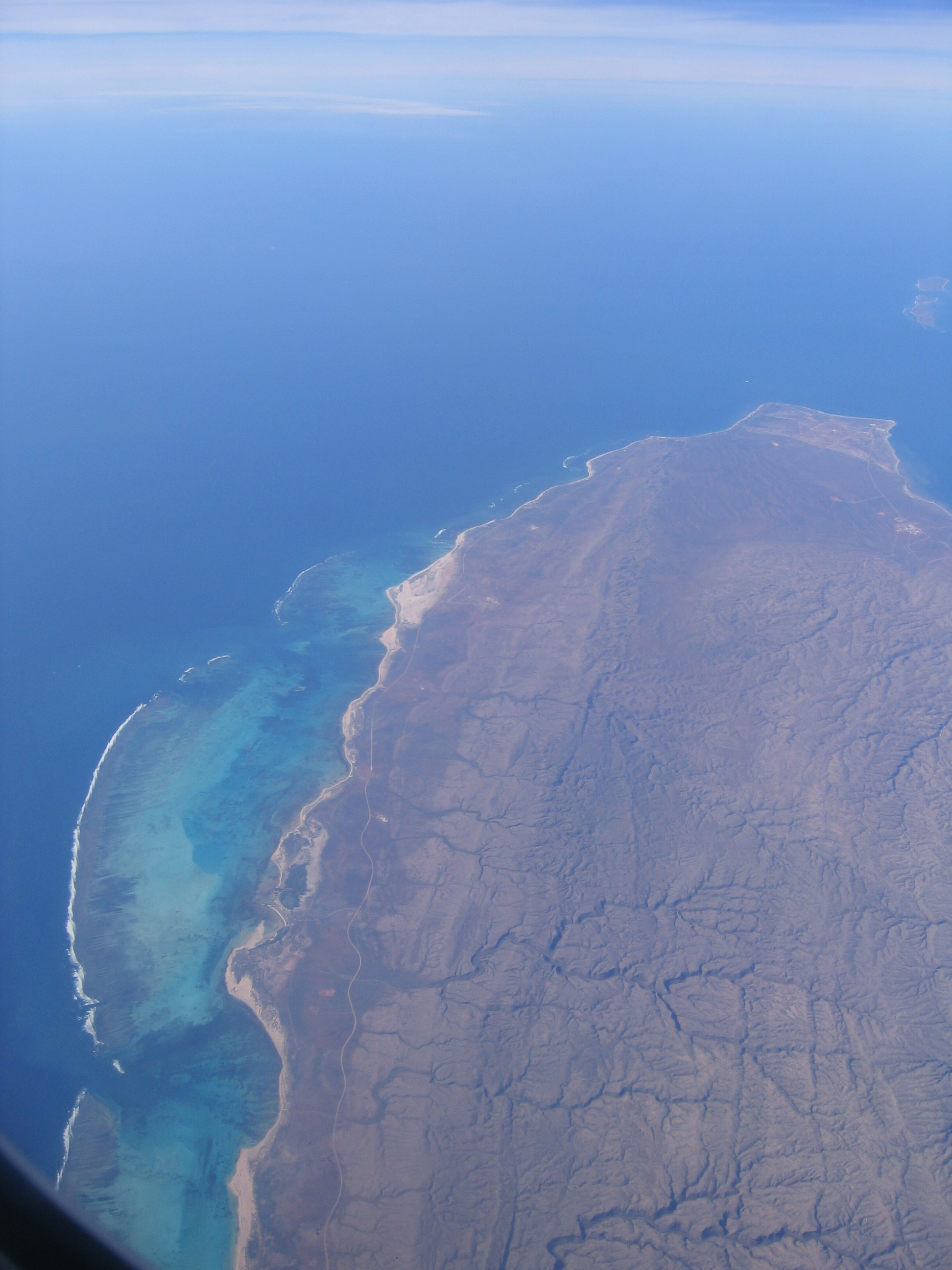
西澳洲寧加洛珊瑚礁的鳥瞰圖，這是世界上最大的邊緣珊瑚礁，也是聯合國教科文組織世界遺產。

珊瑚礁生長的主要決定因素是海平面上升，這主要由冰河作用或板塊構造引起。構造活動可能對岸礁產生有害影響。例如，所羅門群島拉農加島的地震導致80%的岸礁永久升高至海平面以上。北部珊瑚礁升高至高出高潮水位1米，而南側則升高至高出水面2至3公尺。
維持珊瑚礁的生長速度與海平面上升速度相匹配。追趕珊瑚礁最初的生長速度比海平面上升速度慢，但當海平面上升減緩或停止時，追趕珊瑚礁將迎頭趕上。被遺棄的珊瑚礁無法快速生長，最終會被「淹沒」。岸礁的生長和發展有六種不同的主要方式：
- 只要地下空間允許，珊瑚礁可以垂直生長。珊瑚礁通常從底部向上生長，當珊瑚礁頂部達到海平面時，可能開始向海生長。洪水後，珊瑚礁開始生長，主要來自已死亡的珊瑚部分。由於珊瑚礁向上生長，最古老的沉積物位於珊瑚礁的下部。礁灘的年齡顯示了珊瑚礁達到海平面的時間。追趕礁石的表面比這種維持礁石的類型更年輕。
- 珊瑚礁可以從海岸向海擴展，前提是海平面相對穩定。如果海平面下降，臨海區的礁灘就會傾斜向下。
- 珊瑚礁可以生長在泥質沉積物之上，這些沉積物可以早於珊瑚礁形成或隨著珊瑚礁的生長而增加。這些珊瑚礁也可以從海岸向海生長。較古老的沉積物最靠近海岸並且未被掩埋。在礁頂形成之前，珊瑚、海草和藻類會過濾沉積物。
- 珊瑚礁可以逐漸、零星地形成，垂直和水平生長交替。在這種岸礁結構中，有多個與海岸和原始岸礁平行的獨立礁石。當珊瑚礁沉積物填充不同珊瑚礁之間的空間時，這些珊瑚礁就合併成一個單一的大珊瑚礁。
- 近海珊瑚礁生長到海平面時，珊瑚礁將發育成屏障。當波峰生長速度快於平坦區時，將形成潟湖。病史潟湖充滿近岸沉積物。
- 近海珊瑚礁可以借助風暴形成屏障，將珊瑚和其他碎片向內移動。反覆發生的風暴不斷重新塑造這些珊瑚礁的臨海一側。

## 生態學

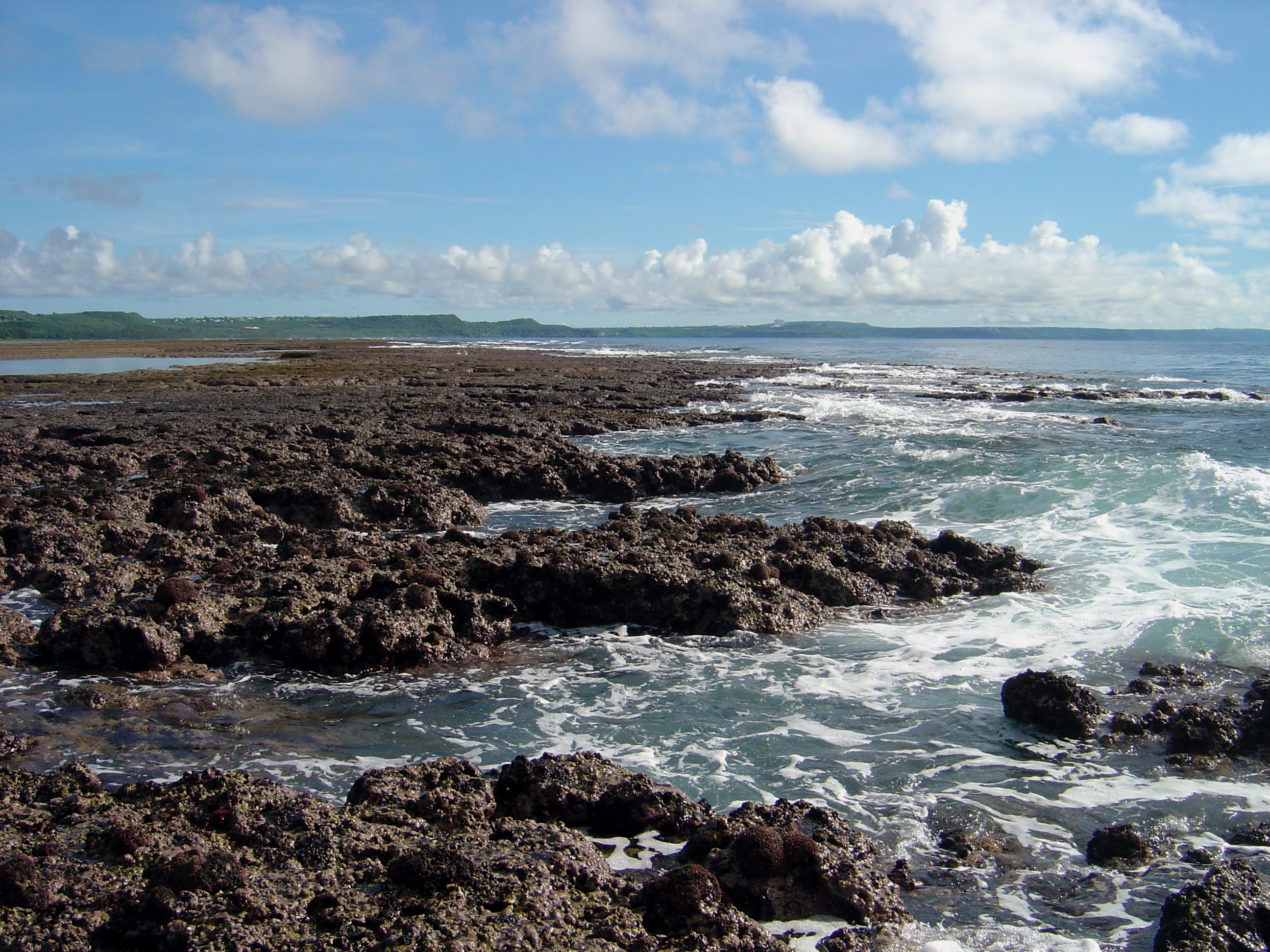
關島退潮時露出的礁石灘。

與其他類型的珊瑚礁一樣，岸礁面臨多種破壞因素。破壞性的捕撈方法，如氰化物捕撈、爆破捕鱼、底拖網捕撈和室阿米（Muro-ami、用棍棒敲擊礁石），可能對岸礁造成有害影響。底拖網捕撈是冷水珊瑚礁所面臨的最大威脅之一。過度捕撈影響珊瑚礁群落的生態平衡，破壞食物鏈，其影響遠遠超出直接受影響的族群範圍。輕率的船隻、潛水、浮潛、釣魚等旅遊活動，以及人們觸碰珊瑚礁、攪動沉積物、採集珊瑚或在珊瑚礁上拋錨，都可能對珊瑚礁造成損害。一些度假村和基礎設施直接建在珊瑚礁頂上，而有些度假村則將污水或其他廢物直接排入珊瑚礁周圍的水域。
海洋污染產生的毒素直接排放到海洋，或者由上游來源的河流系統攜帶。一些污染物，如污水和農業排放，會增加海水中的氮含量，引起藻類過度生長，從而遮蔽珊瑚礁的陽光。建築、採礦、伐木和農業導致的侵蝕使河流沉積物增加。這些物質最終會進入海洋，剝奪珊瑚所需的光線，使其窒息。紅樹林通常是大量沉積物的滯留地，也受到破壞，進一步加劇了這個問題。活珊瑚的開採用於新建築、道路填充物或水泥。珊瑚也被作為紀念品出售給遊客和出口商，加劇了活石貿易的問題。
如果水溫升高，將珊瑚無法生存。氣候變遷已導致珊瑚白化現象加劇，預計未來數十年這種事件的頻率和嚴重程度將增加。白化事件可能導致已處於壓力下的珊瑚礁和珊瑚礁生態系統完全死亡。

## 生態

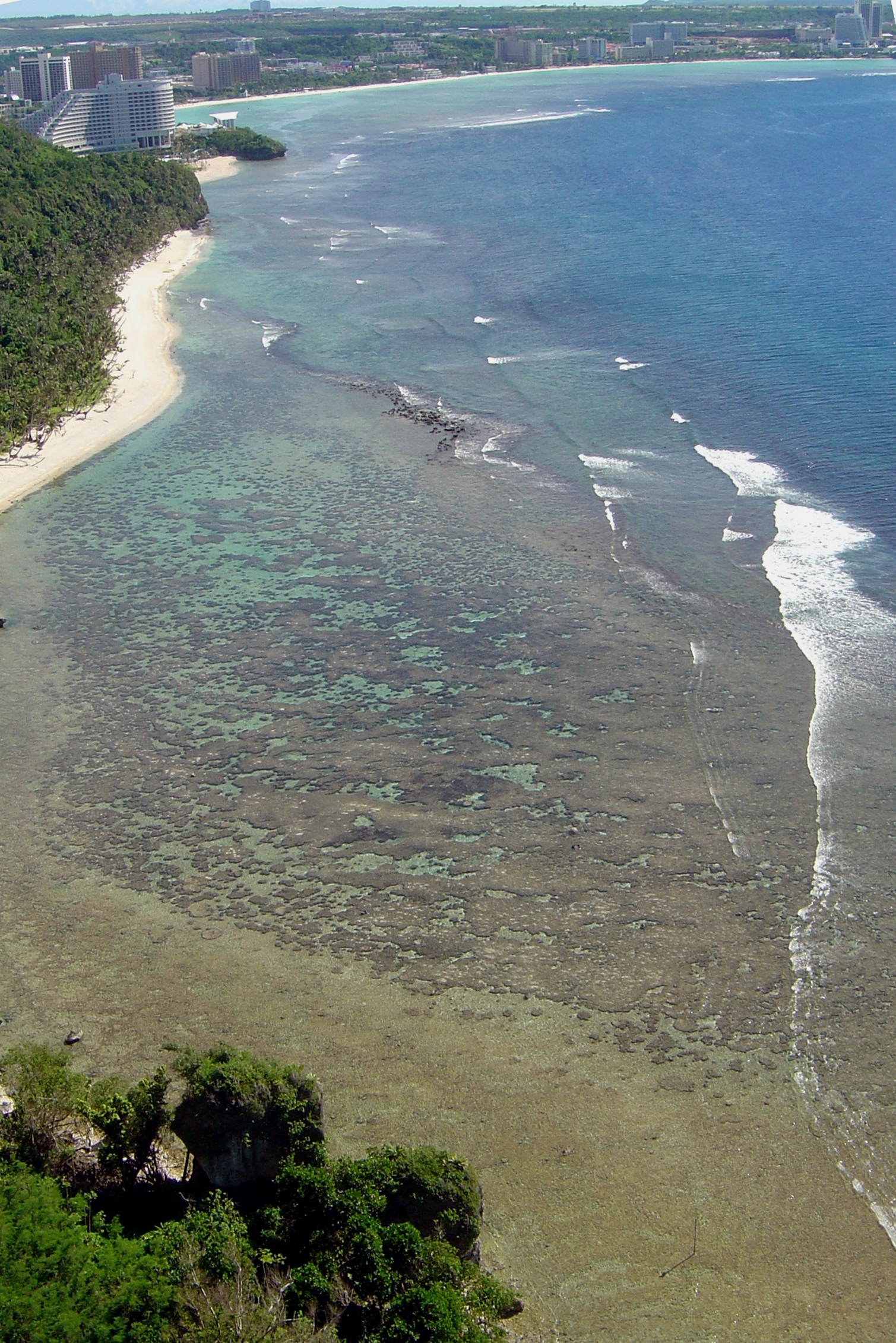
關島杜夢灣的礁石邊緣和平坦地帶

後礁區域的物種多樣性通常較低，而在向海和礁頂方向逐漸增加。這種差異的部分原因是由於生活和工業廢物引起的富营养化，導致營養物、沉積物和毒性的增加。由於營養物質的增加，更多大型植物在底部生長。營養素的增加導致珊瑚礁上方浮游植物的數量增加。浮游植物的增加導致光線進一步減少，同時也促使更多無脊椎動物的出現。環境中存在的沉積物會導致水活度增加，並可能使某些生物窒息。岸礁上的珊瑚使用四種過程來清除沉積物，包括水螅屬擴張、觸手移動、纖毛活動和黏液產生。
在距離海岸最近的珊瑚礁區域，通常有大量形成在沙子和珊瑚碎石上的肉質藻類。這些藻類包括鞘絲藻屬和振盪藻屬。近年來，礁灘的優勢物種受到環境變遷的影響。在巴貝多島的岸礁上，發現了斑蝽珊瑚、乳红花珊瑚和長刺海膽等物種。
礁頂上最常見的物種是濱珊瑚，這是一種石珊瑚，肉質藻類也在相當大的區域內覆蓋。

## 外部連結
- Darwinian Literature on Fringing Reefs 的存檔，存档日期2016-08-18.
- Algal Species Found On A Fringing Reef After A Natural Disaster[永久]
- NOAA National Ocean Service - What are the three main types of coral reefs? （页面存档备份，存于）